# Tyler (Minnesota)
Tyler er en by i Lincoln County, Minnesota, USA. Befolkningstallet var ved folketællingen i 2010 1.143.
I byen ligger det oprindeligt danske kvarter Danebod, der blev grundlagt i 1885 af danske evangeliske lutheranere og stadig fejrer tilhørsforholdet til Danmark med en årlig festival: Æbleskiver Days.